# Peggy Lee
Norma Deloris Egstrom, známá jako Peggy Lee (26. května 1920 Jamestown, Severní Dakota, USA – 21. ledna 2002 Bel Air, Los Angeles, Kalifornie, USA), byla americká jazzová a popová zpěvačka, písničkářka a herečka, jejíž kariéra trvala téměř šedesát let. Vypracovala se z vokalistky lokální rozhlasové stanice k big bandu Bennyho Goodmana. Později se stala mnohostrannou umělkyní. Skládala hudbu pro filmy, stala se filmovou herečkou a nahrávala konceptuální alba zahrnující poezii, komorní pop a artové písně. Zemřela v 81 letech na komplikace způsobené diabetem.

## Diskografie

### Capitol Records
- 1948 Rendezvous with Peggy Lee
- 1952 Rendezvous with Peggy Lee

### Decca Records
- 1953 Black Coffee
- 1954 Songs in an Intimate Style
- 1954 Selections from Irving Berlin's White Christmas (s Bingem Crosbym a Dannym Kayem)
- 1955 Songs from Pete Kelly's Blues (s Ellou Fitzgerald)
- 1956 Black Coffee
- 1957 Dream Street
- 1957 Songs from Walt Disney's "Lady and the Tramp"
- 1958 Sea Shells
- 1959 Miss Wonderful
- 1964 Lover
- 1964 The Fabulous Peggy Lee

### Harmony
- 1957 Peggy Lee Sings with Benny Goodman

### Capitol Records
- 1957 The Man I Love
- 1959 Jump for Joy
- 1959 Things Are Swingin'
- 1959 I Like Men!
- 1959 Beauty and the Beat!
- 1960 Latin ala Lee!
- 1960 All Aglow Again!
- 1960 Pretty Eyes
- 1960 Christmas Carousel
- 1960 Olé ala Lee
- 1961 If You Go
- 1961 Basin Street East Proudly Presents Miss Peggy Lee
- 1962 Blues Cross Country
- 1962 Bewitching-Lee
- 1962 Sugar 'N' Spice
- 1963 Mink Jazz
- 1963 I'm a Woman
- 1964 In Love Again!
- 1964 In the Name of Love
- 1965 Pass Me By
- 1965 Then Was Then – Now Is Now!
- 1966 Guitars a là Lee
- 1966 Big $pender
- 1967 Extra Special!
- 1967 Somethin' Groovy!
- 1968 2 Shows Nightly
- 1969 A Natural Woman
- 1969 Is That All There Is?
- 1970 Bridge Over Troubled Water
- 1970 Make It With You
- 1971 Where Did They Go
- 1972 Norma Deloris Egstrom from Jamestown, North Dakota

### Další alba
- 1974 Let's Love
- 1975 Mirrors
- 1977 Live in London
- 1977 Peggy
- 1979 Close Enough for Love
- 1988 Miss Peggy Lee Sings the Blues
- 1990 The Peggy Lee Songbook: There'll Be Another Spring
- 1993 Love Held Lightly: Rare Songs by Harold Arlen
- 1993 Moments Like This